# Bachstraße 9 (Bad Kissingen)

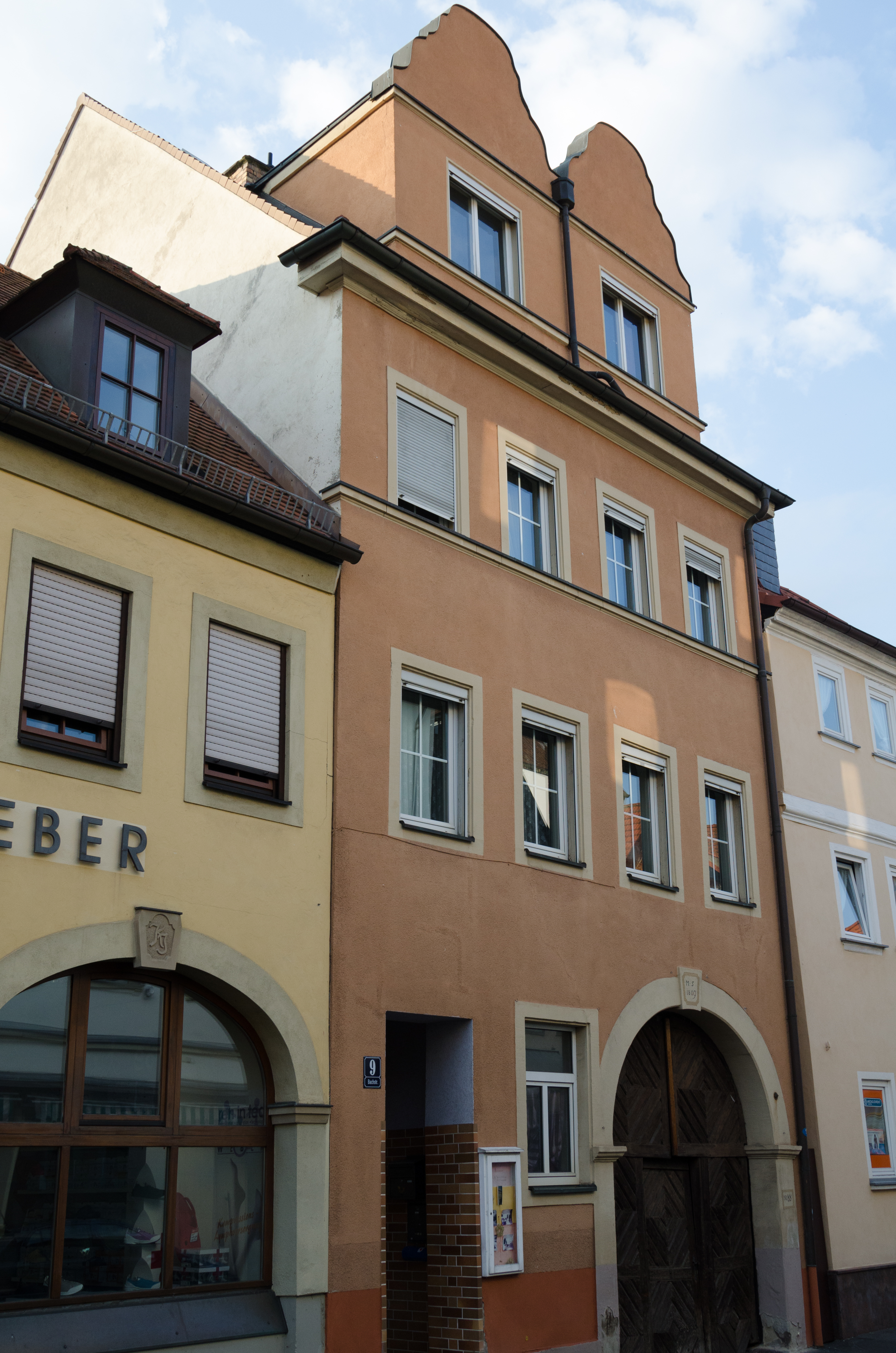
Bachstraße 9 in Bad Kissingen

Das Gebäude Bachstraße 9 in der Bachstraße in Bad Kissingen, der Großen Kreisstadt des unterfränkischen Landkreises Bad Kissingen, gehört zu den Bad Kissinger Baudenkmälern und ist unter der Nummer D-6-72-114-10 in der Bayerischen Denkmalliste registriert.

## Geschichte
Das ursprünglich zwei- und heute dreigeschossige Wohngebäude entstand im Kern im frühen 19. Jahrhundert; an der Steinrahmung des korbbogigen Einfahrtstors mit den augedoppelten Holzflügeln trägt es die Bezeichnung „1809“ in Keilstein. Bei dem Anwesen handelt es sich um einen verputzten Satteldachbau.
Im frühen 20. Jahrhundert wurde das Anwesen durch Ergänzung des zweiten Obergeschosses sowie der Zwillingsgaube aufgestockt.